# Gihan Bayumi
Gihan Bayumi es una deportista egipcia que compitió en levantamiento de potencia adaptado. Ganó una medalla de plata en los Juegos Paralímpicos de Atenas 2004, en la categoría de –44 kg.

## Palmarés internacional
| Juegos Paralímpicos | Juegos Paralímpicos | Juegos Paralímpicos | Juegos Paralímpicos |
| Año                 | Lugar               | Medalla             | Categoría           |
| ------------------- | ------------------- | ------------------- | ------------------- |
| 2004                | Atenas (Grecia)     | Medalla de plata    | –44 kg              |